# Ruta Provincial E 53 (Córdoba)
La Ruta Provincial E-53 es una ruta de enlace que vincula la ciudad de Córdoba y su área metropolitana con La Granja.
La ruta comienza en la Avenida de Circunvalación, sobre la Avenida Monseñor Pablo Cabrera. En sus primeros 30 kilómetros la ruta tiene carácter de autovía, pasando frente al Aeropuerto Ambrosio Taravella, llegando a las localidades de Río Ceballos y Salsipuedes. En esta última, finaliza el tramo de autovía y la ruta sigue con calzada simple, pavimentada, hasta Ascochinga, localidad que pertenece al ejido del municipio de La Granja. Luego, continúa hasta el cruce con la ruta provincial E-66, donde termina la misma.
Además de ser la conexión más rápida entre la Capital y las localidades de las Sierras Chicas, la ruta es el principal acceso al Camino del Cuadrado, que une Salsipuedes con La Falda y el resto del Valle de Punilla que, desde 2011, se encuentra pavimentado, siendo ahora la principal vía de acceso al norte de este valle.

## Ciudades
- Departamento Capital: Córdoba.
- Departamento Colón: Río Ceballos, Salsipuedes, Agua de Oro, La Granja.

## Recorrido
|  |  | CONTg |

|  | RMCONTgq | SKRZ-Mu | RMCONTfq |

|  |  | TEEaq | CONTfq |

|  | CONTgq | TEEeq |  |

| FLUGr | CONTgq | TEEeq |  |

|  |  | GRENZE |

|  |  | STR+GRZq |

|  |  | ABZgl+l | CONTfq |

|  |  | ABZgl+l | CONTfq |

|  |  | ABZgl+l | CONTfq |

|  |  | BHF |

|  |  | ABZgl+l | CONTfq |

|  |  | ABZgl+l | CONTfq |

|  |  | BHF |

|  | WASSERq | WBRÜCKE1 | WASSERq |

|  |  | BHF |

| BAHN | RGCONTgq | SKRZ-G2BUE | RGCONTfq |

|  |  | BHF |

|  |  | ABZgl+l | CONTfq |

|  |  | BHF |

|  | WASSERq | WBRÜCKE1 | WASSERq |

|  | WASSERq | WBRÜCKE1 | WASSERq |

|  |  | BHF |

|  |  | BHF |

|  | WASSERq | WBRÜCKE1 | WASSERq |

|  |  | BHF |

|  | CONTgq | TBHF | CONTfq |

|  |  | CONTf |